# Tamara Elizabeth Jernigan
Tamara Elizabeth Jernigan dr. (Chattanooga, Tennessee, 1959. május 7.–) amerikai tudós, űrhajósnő. Férje Peter Jeffrey Kelsay Wisoff űrhajós.

## Életpálya
1981-ben a Stanford Egyetemen fizikából diplomázott. 1983-ban az University of California (Berkeley) keretében csillagászatból vizsgázott. 1988-ban a Rice Egyetemen fizikából és csillagászatból doktori (Ph.D.) címet szerzett. 1981-1985 között a NASA Ames Research Központjában elméleti kutatóként dolgozott.
1985. június 4-től a Lyndon B. Johnson Űrközpontban részesült űrhajóskiképzésben. Kiképzett űrhajósként tagja volt az STS–28, STS–30, STS–32, STS–33 és STS–34 támogató (tanácsadó, problémamegoldó) csapatának. Az Űrhajózási Hivatal keretében részt vett több fejlesztésben. Öt űrszolgálata alatt összesen 63 napot, 1 órát és 24 percet (1513 óra) töltött a világűrben. Összesen 7 óra és 55 percet töltött űrsétán. Űrhajós pályafutását 2001. szeptember 21-én fejezte be. A Lawrence Livermore National Laboratory (Észak-Kalifornia) kutatója, helyettes igazgató. Szakmai munkája keretében segíti az ISS külső karbantartását.

## Űrrepülések
- STS–40, a Columbia űrrepülőgép 11. repülésének küldetés specialistája. A Spacelab (SLS–1) mikrogravitációs laboratóriumban a legénység 18 biológiai és orvosi kísérleteket hajtott végre többek között 30 rágcsálón és több ezer kis medúzán. Első űrszolgálata alatt összesen 9 napot, 2 órát, 14 percet és 20 másodpercet töltött a világűrben. 6 083 223 kilométert (3 779 940 mérföldet) repült, 133 alkalommal kerülte meg a Földet.
- STS–52, a Columbia űrrepülőgép 13. repülésének küldetés specialistája. A legénység útnak indította a LAGEOS–2 tudományos műholdat, valamint működtette a raktérben elhelyezett USMP–1 mikrogravitációs laboratóriumot. (olasz, kanadai, francia, amerikai). Második űrszolgálata alatt összesen 9 napot, 20 órát és 56 percet (236 óra) töltött a világűrben. 6 645 026 kilométert (4 129 028 mérföldet) repült, 126 kerülte meg a Földet.
- STS–67, a Endeavour űrrepülőgép 8. repülésének küldetés specialistája. Az ASTRO–2 csillagászati űreszköz kutatási programjának segítése. Második űrszolgálata alatt összesen 16 napot, 15 órát és 8 percet (399 óra) töltött a világűrben. 11 100 000 kilométert (6 900 000 mérföldet) repült, 262 kerülte meg a Földet.
- STS–80, a Columbia űrrepülőgép 21. repülésén küldetés specialistája. Ez volt a leghosszabb űrrepülés, de technikai okok miatt nem tudták végrehajtani a legfőbb műveleteket műholdak pályára állítása, a tervezett Nemzetközi Űrállomás (ISS) építésének egyik tervezett lépése lett volna. Hatodik űrszolgálata alatt összesen 17 napot, 15 órát 53 percet és 18 másodpercet töltött a világűrben. 10,9 millió kilométert tett meg, 279 alkalommal kerülte meg a Földet.
- STS–96, a Discovery űrrepülőgép 26. repülésének küldetés specialistája. A második járat a Nemzetközi Űrállomásra (ISS). Szállított 4 tonna logisztikai felszerelést és ellátmányt a hosszútávú szolgálat biztosításához. Visszafelé szemetet szállított. Ötödik űrszolgálata alatt összesen 9 napot, 19 órát és 13 percet (235 óra) töltött a világűrben. Összesen 7 óra 55 percet töltött a világűrben (kutatás, szerelés). 6 000 000 kilométert (3 700 000 mérföldet) repült, 154 kerülte meg a Földet.